# Heliophanus riedeli
Heliophanus riedeli är en spindelart som beskrevs av Schmidt 1971. Heliophanus riedeli ingår i släktet Heliophanus och familjen hoppspindlar. Inga underarter finns listade i Catalogue of Life.